# بتلهم، شهرستان هریسون، ویرجینیای غربی
بتلهم (به انگلیسی: Bethlehem) یک منطقهٔ مسکونی در ایالات متحده آمریکا است که در شهرستان هریسون، ویرجینیای غربی واقع شده‌است. بتلهم ۲۹۶٫۸۸ متر بالاتر از سطح دریا واقع شده‌است.